# Xyletobius proteus
Xyletobius proteus là một loài bọ cánh cứng thuộc họ Ptinidae.